# Philo Hall

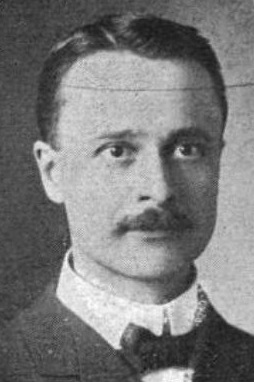
Philo Hall (1903)

Philo Hall (* 31. Dezember 1865 in Wilton, Waseca County, Minnesota; † 7. Oktober 1938 in Brookings, South Dakota) war ein US-amerikanischer Politiker. Zwischen 1907 und 1909 vertrat er den ersten Wahlbezirk des Bundesstaates South Dakota im US-Repräsentantenhaus.

## Frühe Jahre und politischer Aufstieg
Philo Hall besuchte die öffentlichen Schulen seiner Heimat. Nach einem anschließenden Jurastudium und seiner 1887 erfolgten Zulassung als Rechtsanwalt begann er in dem Ort Brookings in diesem Beruf zu arbeiten. Von 1892 bis 1898 war er Bezirksstaatsanwalt im Brookings County. Hall wurde Mitglied der Republikanischen Partei und war zwischen 1901 und 1903 Mitglied des Senats von South Dakota. Zwischen 1902 und 1906 amtierte er als Attorney General des Staates.

## Hall im US-Kongress
Bei den Kongresswahlen des Jahres 1906 wurde er von seiner Partei gegen den Amtsinhaber Charles H. Burke nominiert und in das US-Repräsentantenhaus gewählt. Dort vertrat er zwischen dem 4. März 1907 und dem 3. März 1909 den ersten Wahlbezirk seines Staates. Im Vorfeld der Wahlen des Jahres 1908 unterlag er seinem Amtsvorgänger Burke bei der Nominierung seiner Partei. Damit fiel sein Sitz im Kongress wieder an Burke. Nach dem Ende seiner Zeit in Washington, D.C. arbeitete Hall wieder als Rechtsanwalt. Im Jahr 1923 war er Delegierter auf dem Parteitag der Republikaner in South Dakota. Philo Hall starb im Oktober 1938.